# Schlosskapelle Hagenau

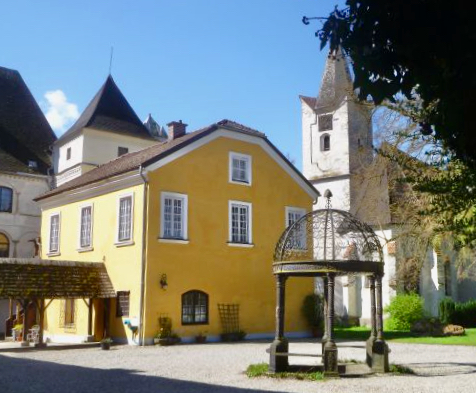
Kapelle hl. Nikolaus beim Schloss Hagenau in St. Peter am Hart

Die römisch-katholische Schlosskapelle Hagenau mit dem Patrozinium hl. Nikolaus steht im Schlosspark westlich beim Schloss Hagenau in der Gemeinde St. Peter am Hart im Bezirk Braunau am Inn in Oberösterreich und untersteht der Pfarrkirche St. Peter am Hart. Seit dem 1. Jänner 2023 gehört St. Peter am Hart als eine von 14 Pfarrteilgemeinden zur Pfarre Braunau der Diözese Linz. Die Schlosskapelle steht unter Denkmalschutz (Listeneintrag).

## Geschichte
1187 wurde die Kapelle urkundlich genannt. Der heutige Kapellenbau wurde 1515 geweiht. 1727/1728 wurde die Kapelle verändert, die Fenster wurden überformt, im Kircheninneren wurde die Wandgliederung geändert und eine neue Decke eingezogen. 1881 erhielt die Kapelle einen neuen Hochaltar und eine Westempore.

## Architektur
An das kleine dreijochige spätgotische barockisierte Langhaus schließt ein eingezogener einjochiger gleich hoher Chor mit einem polygonalen Schluss an. Im südlichen Chorwinkel steht der Turm.

## Ausstattung
Der Hochaltar aus 1881 als Säulenädikula zeigt das Altarblatt mit den Heiligen Nikolaus, Barbara und Magdalena.
Eine Orgel baute Ludwig Mooser aus Salzburg 1850 mit einem dreifelderigen Flachprospekt im venezianischen Stil mit Rundbogenfeldern und gegliederten Pilastern. Andreas Kaltenbrunner rekonstruierte 2012 das Werk mit einem Manual und Pedal und sechs Registern.